# Spio californica
Spio californica är en ringmaskart som beskrevs av Fewkes 1889. Spio californica ingår i släktet Spio och familjen Spionidae. Inga underarter finns listade i Catalogue of Life.